# Marie av Brandenburg-Kulmbach
Marie av Brandenburg-Kulmbach, född 14 oktober 1519 i Ansbach, död 31 oktober 1567 i Heidelberg, var genom äktenskap kurfurstinna av Pfalz, gift 1537 med kurfurst Fredrik III av Pfalz.
Hon tillhörde huset Hohenzollern och var dotter till markgreve Kasimir av Brandenburg-Kulmbach (1481–1527) i dennes äktenskap med Susanna av Bayern (1502–1543), och därmed dotterdotter till hertig Albrekt IV av Bayern.
Marie blev faderlös 1527 och uppfostrades till protestant av sin farbror, markgreve Georg av Brandenburg-Ansbach. Efter sin vigsel med Fredrik III av Pfalz övertalade hon sin make att övergå till lutherdomen, vilket han gjorde år 1546. Paret levde under en ansträngd ekonomi och Marie utverkade flera gånger bidrag från sin farbror hertig Albrekt av Preussen. År 1559 blev maken kurfurste. Marie utövade inflytande på statsangelägenheterna, även om Fredrik inte tillät henne att demonstrera sitt inflytande öppet. Hon använde främst sitt inflytande i religiösa frågor och motarbetade Zwinglis anhängare. Hon beskrivs som intelligent och religiös.   
Marie led under sina sista levnadsår av svår gikt och var sängbunden. Hon avled 1567 och är begravd i Heiliggeistkirche i Heidelberg.
Barn:
1. Ludvig VI av Pfalz (född 1539, död 1583)
2. Johan Kasimir av Pfalz-Simmern (född 1543, död 1592)